# 辻村伊助
辻村 伊助（つじむら いすけ、1886年（明治19年）4月22日 - 1923年（大正12年）9月1日）は、日本の園芸家、登山家。

## 人物・来歴
神奈川県小田原町（現・小田原市）に素封家の二男として生まれる。
東京府開成中学校、第一高校学校を経て、東京帝国大学理学部農芸化学科卒。1906年一高時代、日本初の登山団体「山岳会」に入会し、登山を行い日本アルプスを踏破。1906年木曽駒ヶ岳・宝剣岳でタカネスミレの新産地を発見。1913年渡欧し、
翌1914年1月、ユングフラウに登頂。さらに同年8月、近藤茂吉とグロース・シュレックホルンに登頂したが下山中に雪崩に遭い重傷を負う。入院先の看護師ローザ・カレンと結ばれ、1921年帰国、小田原高等女学校で英語を教える。箱根湯本に高山植物園を開いたが、1923年関東大震災で裏山が崩れ、夫人、3児と共に埋没死。3年後の1926年に遺骨が発見され、比叡山延暦寺に納骨された。

## 著書
- 『スウイス日記』横山書店、1922年8月。 NCID BA48331656。全国書誌番号:43042985。
  - 『スウイス日記』梓書房、1930年9月。 NCID BA33937485。全国書誌番号:47003188。
  - 『スウィス日記』思索社、1936年6月。 NCID BN10570780。全国書誌番号:49006498。
  - 『スウィス日記』思索社、1949年8月。 NCID BN10846597。全国書誌番号:49006498。
  - 『スウィス日記』角川書店〈角川文庫 449〉、1952年7月。 NCID BA61710353。全国書誌番号:52007520。
  - 『スウィス日記』日本文芸社〈日本岳人全集〉、1968年8月。 NCID BA33069108。全国書誌番号:68012244。
  - 『スウィス日記』大修館書店〈覆刻日本の山岳名著〉、1975年10月。 NCID BN04131356。全国書誌番号:81017471。
  - 『スウィス日記』講談社〈講談社文庫〉、1977年8月。 NCID BA49376445。全国書誌番号:77013686。
  - 『スウィス日記』平凡社〈平凡社ライブラリー 235〉、1998年2月。 NCID BA3480289X。全国書誌番号:98082334。
- 『ハイランド』梓書房、1930年9月。 NCID BN12199286。全国書誌番号:47016167。
  - 『ハイランド』大修館書店〈覆刻日本の山岳名著〉、1975年10月。 NCID BN04131403。全国書誌番号:81017479。
  - 『ハイランド』平凡社〈平凡社ライブラリー 262〉、1998年9月。 NCID BA37713184。全国書誌番号:99039911。